# Renato Gardini
Renato Gardini (ur. 10 marca 1889 w Bolonii, zm. 29 września 1940 w Buenos Aires) – włoski zapaśnik walczący w stylu klasycznym. Olimpijczyk ze Sztokholmu 1912, gdzie odpadł w czwartej rundzie w wadze półciężkiej.
Wyemigrował do USA, wygrywał turnieje zawodowców w 1920 i 1924 roku. Zginął w wypadku samochodowym.

## Letnie Igrzyska Olimpijskie 1912
| Konkurencja          | Rundy eliminacyjne      | Rundy eliminacyjne | Rundy eliminacyjne    | Rundy eliminacyjne     | Klas. końcowa |
| Konkurencja          | Przeciwnik I            | Przeciwnik II      | Przeciwnik III        | Przeciwnik IV          | Miejsce       |
| -------------------- | ----------------------- | ------------------ | --------------------- | ---------------------- | ------------- |
| 87 kg styl klasyczny | Johann Trestler (AUT) Z | Karl Lind (FIN) Z  | Ernst Nilsson (SWE) P | Anders Ahlgren (SWE) P | IV runda      |